# Conjux
Conjux – miejscowość i gmina we Francji, w regionie Owernia-Rodan-Alpy, w departamencie Sabaudia.
Według danych na rok 1990 gminę zamieszkiwało 126 osób, a gęstość zaludnienia wynosiła 74 osób/km² (wśród 2880 gmin regionu Rodan-Alpy Conjux plasuje się na 1495. miejscu pod względem liczby ludności, natomiast pod względem powierzchni na miejscu 1700.).